# Grincourt-lès-Pas
Grincourt-lès-Pas è un comune francese di 42 abitanti situato nel dipartimento del Passo di Calais nella regione dell'Alta Francia.

## Società

### Evoluzione demografica
Abitanti censiti